# Лиственничная (приток Цемы)
Лиственничная — река в России, протекает по Мезенскому району Архангельской области. Длина реки составляет 60 км.
Начинается при слиянии двух маленьких ручьев на высоте 92,3 метра над уровнем моря среди заболоченного леса. Течёт в северо-западном направлении между обширными глубокими (более 2 метров) болотами Сухан (на северо-востоке) и Ворон (на юго-западе). В дальнейшем отклоняется к западу, протекает между болотами Сухан и Стрелочное. В низовьях долина реки поросла сосново-еловым лесом. Устье реки находится в 14 км по правому берегу реки Цема на высоте 34,8 метра над уровнем моря.
Ширина реки в среднем течении — 5 метров, глубина — 1,2 метра; в нижнем — 9 и 1 м соответственно.

## Притоки
- 9 км: река без названия (пр)
- 26 км: река Ворон[5] (лв)

## Данные водного реестра
По данным государственного водного реестра России относится к Двинско-Печорскому бассейновому округу, водохозяйственный участок реки — Мезень от водомерного поста деревни Малонисогорская и до устья. Речной бассейн реки — Мезень.
Код объекта в государственном водном реестре — 03030000212103000049736.